# Zabiegi agrotechniczne
Zabieg agrotechniczny – jednorazowa czynność uprawy roli (np. orka, bronowanie), nawożenia (np. nawożenie obornikiem, wapnowanie), ochrony roślin (np. zastosowanie herbicydu, fungicydu, zoocydu) i innych (np. deszczowanie, defoliacja), w celu stworzenia optymalnych warunków wzrostu i plonowania roślin uprawnych oraz przechowywania ich ziemiopłodów.